# Kingman Reef
Kingman Reef o Scoglio Kingman è un tipico scoglio corallino di 0,006 km² (equivalente, pressappoco, alla superficie di due campi da calcio) situato nel nord dell'oceano Pacifico, approssimativamente tra le Isole Hawaii e le Samoa Americane. È il più settentrionale tra le Sporadi Equatoriali ed è un territorio non incorporato degli Stati Uniti d'America. Fa parte delle Isole minori esterne degli Stati Uniti, amministrate a Washington dalla Marina degli Stati Uniti.

## Descrizione
L'isolotto fu scoperto nel 1789 dal capitano della nave Betsey, Edmund Fanning. Il capitano W. E. Kingman lo descrisse nel 1853. Fu formalmente annesso agli Stati Uniti quando Lorrin A. Thurston lesse questa dichiarazione sulla costa:
(Lorrin A. Thurston)
Kingman Reef si trova a circa 920 miglia nautiche a sud di Honolulu.
A volte la sua linea costiera può raggiungere i 2 km, ma essendo l'altezza massima dello scoglio non superiore ad 1 metro sul livello del mare, risulta spesso sommerso dalle acque e rappresenta quindi un pericolo per la navigazione. È totalmente privo di risorse naturali, è disabitato e non è di nessuna utilità relativa all'attività economica.
Lo scoglio include parzialmente una laguna, che fu usata nel 1937 e nel 1938 come scalo tra le Hawaii e le Samoa Americane dagli idrovolanti della Pan American Airways.
Nel 1937 la stessa Pan Am aveva in progetto di ancorare la nave North Wind a Kingman Reef come stazione di rifornimento galleggiante, ed usare lo scoglio come scalo per gli idrovolanti diretti in Nuova Zelanda; tutto si risolse in un nulla di fatto, considerati i costi da sostenersi. La Pan American Airways, il 18 maggio 1939 scelse definitivamente come scalo l'Isola Canton, e cominciò il servizio verso la Nuova Zelanda il 12 luglio 1940.
Kingman Reef è oggetto di importanti studi sulla biodiversità marina, essendo considerato uno dei pochissimi atolli incontaminati del pianeta.